# 陳端生
陳端生（1751年—1796年），別號春田，女，浙江省錢塘縣人。清代詩人、彈詞小說家。《再生緣》的作者。另著有《繪影閣詩集》，惜已失傳。

## 家世
陳端生祖父陳兆崙，號句山，雍正八年（1730年）庚戌科進士，曾任太僕寺卿等職，著有《紫竹山房集》。父陳玉敦曾任山東登州府同知、雲南臨安府知府。陳端生有姊妹三人，其居長，次慶生，早卒，幼陳長生，又名嫦笙，號秋穀。三姊妹皆能詩，陳長生尤有詩名，著有《繪聲閣初稿》及《繪聲閣續稿》。陳長生之夫葉紹楏曾任廣西巡撫。陳端生母汪氏出身於浙江秀水望族，外祖父汪上堉，累官刑部郎中、大理府知府。大舅汪孟鋗，著《厚石齋詩集》；二舅汪仲鋗，著《桐石草堂集》；表弟汪如洋，著《葆中書屋詩集》。

## 略歷
- 陳端生生於乾隆十六年(1751年)正月，早年與父親隨祖父住在京城；
- 乾隆三十四年(1769年)，陳玉敦任登州府同知，與妹陳長生隨同前往。
- 乾隆三十六年(1771年)，祖父陳兆崙病故，她隨父回杭州守制。
- 乾隆三十八年(1773年)左右，大約23歲時，與范某成婚，婚後生子女各一，女名瓊，子名丁郎（蓉洲）。（其夫可能就是范菼。范菼，字秋塘，寄籍宛平監生。乾隆四十五年，應順天鄉試，請人代考被查獲，發配伊犁為奴。[2])
- 嘉慶元年秋，在其夫范某被赦回家後不久，陳端生病逝。

## 注
1. ↑  . zh.wikisource.org.   [2019-02-08]. （原始内容存档于2019-09-03）.
2. ↑  .   [2011-12-27]. （原始内容存档于2019-02-09）.

## 考文
- 譚正璧著.《中國女性文學史》下，上海光明書局,民國二十四年七月，第7章第411-423頁.
- 陳文述，《西泠閨詠》
- 「陳端生年譜」，郭沫若
- 「談《再生緣》和它的作者陳端生」，郭沫若
- 「再談《再生緣》的作者陳端生」，郭沫若
- 《論再生緣》《陳寅恪文集之一 寒柳堂集》